# سهیلا منصوریان
سهیلا منصوریان (زاده ۳۱ شهریور ۱۳۶۷ در سمیرم) ووشوکار ایرانی در رشتهٔ ساندا و دارنده مدال طلای ساندا در جام جهانی ۲۰۱۴ در وزن۵۲ کیلوگرم است. او خواهر الهه و شهربانو منصوریان، قهرمانان مشهور ووشوی ایران و جهان است.وی هم‌اکنون عضو تیم ملی ووشوی زنان ایران است. در سال ۲۰۱۵، او در رقابت مبارزه کونلون شرکت کرد و در سال ۲۰۲۰ موفق شد وارد مسابقات هنرهای رزمی ترکیبی (M.M.A) شود.

## افتخارات

### ملی
- جام جهانی ساندا
  -  طلا: ۲۰۱۴، اندونزی[۵]
- مسابقات قهرمانی آسیا ساندا
  -  برنز: ۲۰۱۶، تایوان

### شخصی
- لیگ ووشوی بانوان ایران (جام ستارگان)
  - مقام اول: ۲۰۱۳
  - مقام اول: ۲۰۱۷
  - مقام اول: ۲۰۱۸
- لیگ ساندا پریمیر چین (SPL)
  - مقام دوم: ۲۰۱۷[۶]

## جنجال مجموعه ورزشی انقلاب
انتشار ویدئویی از سهیلا منصوریان در صفحه اینستاگرام وی فضایی منفی را علیه مدیران مجموعه ورزشی انقلاب به راه انداخت. این قهرمان ووشو که روز پنجشنبه ۹ تیر ماه ۱۳۹۹ برای تمرینات هوازی به مجموعه انقلاب رفته بود، با یک نگهبان مجموعه به مشاجره می‌پردازد، زیرا کارت عضویت وی منقضی شده و به گفتهٔ وی، از ورود او به مجموعه ممانعت شده و وی از مجموعه اخراج می‌شود.